# Campionati del mondo di ciclocross 1999
I Campionati del mondo di ciclocross 1999 (en.: 1999 UCI Cyclo-cross World Championships) si sono svolti a Poprad in Slovacchia, dal 30 al 31 gennaio 1999.  
Sono state 3 le gare in programma, tutte maschili.

## Programma
Sabato 30 gennaio:
- 13:00 Uomini Under-23

Domenica 31 gennaio:
- 10:00 Uomini junior
- 13:00 Uomini Elite

## Medagliere
| Pos.   | Nazione     | Oro | Argento | Bronzo | Totale |
| ------ | ----------- | --- | ------- | ------ | ------ |
| 1      | Belgio      | 2   | 3       | 0      | 5      |
| 2      | Stati Uniti | 1   | 0       | 1      | 2      |
| 3      | Paesi Bassi | 0   | 0       | 2      | 2      |
| Totale | Totale      | 3   | 3       | 3      | 9      |

## Podi
| Eventi            | Oro             | Tempo    | Argento              | Tempo   | Bronzo             | Tempo   |
| Gare              |                 |          |                      |         |                    |         |
| Elite dettagli    | Mario De Clercq | 1h02'50" | Erwin Vervecken      | a 8"    | Adrie van der Poel | a 24"   |
| Under-23 dettagli | Bart Wellens    | 53'47"   | Tom Vannoppen        | a 1'34" | Tim Johnson        | a 1'35" |
| Junior dettagli   | Mattew Kelly    | 41'06"   | Sven Vanthourenhoust | a 15"   | Thijs Verhagen     | a 47"   |